# Magyar Urbanisztikai Társaság
A Magyar Urbanisztikai Társaság (MUT) az urbanisztikával hivatásszerűen foglalkozók, illetőleg az urbanisztika iránt elkötelezetten érdeklődők szakmai-társadalmi szervezete. 1966-ban alapították. A 49 alapító tag 11 szakmát képviselt. A Társaság szervezésében minden évben megrendezésre kerül az Országos Urbanisztikai Konferencia.

## Története

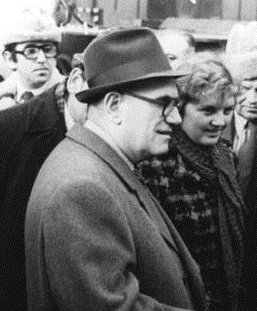
Sarlós István, a MUT első elnöke

### Megalakulása
A Magyar Urbanisztikai Társaság a Kádár-korszakban jött létre, alapító közgyűlését 1966 február 4-én tartották. Az eseményen Trautmann Rezső akkori építésügyi miniszter tartott beszédet, amelyben kifejtette az új szervezet működésének célját: a települések építésével és fejlesztésével foglalkozó politikusok és szakemberek munkájának összefogása, legyen szó építészekről, várospolitikusokról, szociológusokról, közlekedési szakemberekről, demográfusokról, vagy higiénikusokról. A Társaság célja lett a helyi tanácsokkal és a lakossággal való kapcsolattartás is a városfejlesztési kérdésekben. Trautmann javaslatára a MUT élére az MSZMP egyik fontos politikusát, Sarlós Istvánt, a Fővárosi Tanács elnökét (tehát a mai budapesti főpolgármesteri pozíció elődjét) nevezték ki. A Társaság első székháza a Rákóczi úton helyezkedett el.

### Tevékenysége a rendszerváltásig
A Magyar Urbanisztikai Társaság működésének korai időszakában szoros politikai kontroll alatt működött, de még így is szabadabb fórumot biztosított a szakmai eszmecserének mint az állami munkahelyek. Az ország kommunista vezetése emellett kiemelt jelentőségű témaként kezelte az urbanisztikát, jelentős anyagi forrásokat biztosított a MUT működéséhez és rendezvényein miniszterek, miniszterhelyettesek is nagy számban képviseltették magukat. A Társaság első nyilvános rendezvényét, amelyet A szocialista társadalom életformáinak hatása a települések fejlesztésére címmel tartottak meg, számos másik követett. Rendszeresen szerveztek tematikus konferenciákat, ankétokat, például a műemlékvédelemről (1968), az iparosodó városok fejlesztési problémáiról (1970), az üdülővárosok helyzetéről (1974) és Vác szerepéről a budapesti agglomeráció fejlesztésében (1975). A MUT közleményben állt ki Ceaușescu romániai falurombolása ellen.

### Rendszerváltás
1989-ben a rendszerváltást követően a MUT radikális változáson ment keresztül. Vezetőinek több mint 80%-át lecserélte, az új vezetőség pedig az önvizsgálatot és a megújulást tűzte ki célul. A tagok jelentős része távozott, elsősorban a hivatalnokok és politikusok, és megszűnt az állami támogatás is, amely a működés anyagi hátterét biztosította. A szervezet átköltöztette központját a szintén területfejlesztéssel  foglalkozó VÁTI Gellérthegy utcai irodaépületébe, majd 2000-ben vette meg jelenlegi székházát a Liliom utcában. A szervezet átalakítása sikerrel járt, az átmeneti visszaesés után társasági élete fellendült.

### A modern MUT
A rendszerváltás utáni MUT egyik első jelentős projektje az 1992–1995 között működő Nemzeti Településügyi Fórum volt, amelynek feladata az újonnan demokratizálódott ország törvénytervezeteit véleményezte, a fórum munkájában a MUT irányítása alatt 33 kormányzati, önkormányzati és szakmai szervezet vett részt. Újraindult a Társaság hírújságja is, az Urbanisztika. A 90'-es évek újítása volt a MUT szakmai tagozatainak létrejötte is, az első ezek közül a Főépítészetek Tagozata volt, amelyet számos másik követett. Rendszeres tevékenységgé vált a kisebb műhelyviták rendezése, amelyből évente 8-10-et tartottak éppen aktuális témakörökben. 1994-ben belépett az Európai Térbeli Tervezők Tanácsába (ECTP-CEU), amely az EU által hivatalosan elismert szervezetként biztosítja a közös európai tervezési és gyakorlati keretrendszert. (A 2000-es évektől továbbra is folyamatosak maradtak a konferenciák és előadások egy-egy jelentős város, illetve falutervezési kérdésben. A MUT az évek során több állásfoglalást is kiadott, 2011-ben az Ócsán épülő bérlakás-együttes terveit nevezték átgondolatlannak, amely a városközponttól és a szolgáltatásoktól távol telepítette le a hátrányos helyzetű családokat. Állásfoglalást adtak ki a budapesti Múzeumliget tervei ellen is, és 2015-ben, amikor a kormányzat megszüntette a 300 m² alatti családi házak építésének engedélyezését, szintén a tervezet ellen foglaltak állást.

## Célja
A Társaság célja a sokféle szakma összehangolt tevékenységéből álló magyar urbanisztikának, a térségi és településfejlesztésnek, tervezésnek, irányításnak és működtetésének minél sikeresebbé hatékonyabbá és eredményesebbé tétele. Ennek érdekében feladatának tekinti különösen: 
- Új szakmai ismereteknek a feltárását, valamint a gyakorlat hazai és nemzetközi tapasztalatainak gyűjtését, ezeknek a tagsághoz történő gyors továbbítását;
- A szakmagyakorlás feltételeinek javítását, az elméleti és a gyakorlati tevékenység fejlesztését, illetőleg ennek elősegítését, az urbanisztikai szemlélet széles körű terjesztését, alkalmazását;
- Az urbanisztika képviseletét a nem kormányzati nemzetközi szervezetekben, az Európai Unió vonatkozásában harmonizációs folyamatokban, valamint különösen a környező államok hasonló jellegű szakmai és érdekvédelmi szervezeteivel megvalósítandó rendszeres és szervezett kapcsolat-kiépítésben;
- A tagság igényeihez igazodó szakmai klubélet megteremtését.
- A tagságának szakmai és a szakma általános etikai tisztasága feletti őrködést.

A Társaság a cél elérése érdekében kiemelt feladatának tartja a tagjai közötti szakmai kapcsolatok gondozását, szervezését, valamint az urbanisztikai jellegű döntésekben hatáskörrel rendelkező kormányzati és önkormányzati szervezetekkel való, szakmai-társadalmi keretek közötti együttműködést.
A Társaság szoros kapcsolatra törekszik az állampolgárokkal és ezek önkormányzati szervezeteivel, a szakmai, a kamarai és más társadalmi szervezetekkel; az állami szervekkel, valamint a tudományos és az oktatási intézményekkel, továbbá gazdasági társaságokkal; kész velük intézményes szervezetközi együttműködések létrehozására.
A 2018-ban megválasztott elnökségnek ezen kívül a következő főbb célkitűzései vannak:
- Az urbanisztikai és tervező szakma megnyitása mindazok előtt, akik városokkal, térségekkel és tervezéssel foglalkoznak, világossá téve, hogy ez nem csupán egy technikai-műszaki és építészeti diszciplína, hanem társadalomtudományi, gazdasági, földrajzi szakterületek sokaságának közös metszete.
- Fiatalítás: meg kell érteni, és meg kell szólítani a fiatalokat, be kell vonni őket a társaság életébe, munkájába, jelen kell lenni az egyetemeken.
- Szövetségkötés olyan szakmai társaságokkal, csoportokkal, közösségekkel, amelyek kapcsolódó területen vagy szinergiát jelentő küldetéssel működnek.
- A határon túli magyar szakemberek, szervezetek bevonása.
- A nemzetközi kapcsolatrendszer építése, ahol nem csak az a cél, hogy új partnereket és nemzetközi kapcsolatokat szerezzünk: itt az idő, hogy Magyarország és általában Kelet-Közép-Európa bekapcsolódjon a tervezés nemzetközi szakmai-tudományos diskurzusaiba.

## Feladatai
A Társaság a célok elérése érdekében
- eseti és/vagy tartós jelleggel szakmai tagozatokat, területi csoportokat, sajátos célú munkacsoportokat vagy szűkebb szakmai műhelyeket hozhat létre;

- hazai és nemzetközi részvétellel konferenciákat, kongresszusokat szervez; segíti a szakturizmus fejlesztését;

- műhelymunkákat, klubdélutánokat; hazai és nemzetközi eredményeket, módszereket ismertető bemutatókat, konzultációkat; nyilvános szakmai vitákat rendez;

- kiadványokat, hírlevelet és más információkat jelentet meg, honlapot működtet;

- továbbképzési programokat szervez, valamint szükség szerint a közép- és felsőoktatás urbanisztikát (szakmát és szemléletét) érintő programjai érdekében kezdeményező és közreműködő lépéseket tesz;

- az urbanisztika területén működő szakemberek szakmai minősítési szempontjainak kidolgozásában, a minősítési eljárásban közreműködik;

- a települési tervek szakmai bírálati rendszerének kialakításában és működtetésében tevékenykedik, szükség esetében ilyen létrehozását javasolja;

- állásfoglalásokkal és vélemények kialakításával segíti a terület- és településpolitikai döntések szakmai megalapozását.

- az urbanisztika terén végzett elméleti és gyakorlati teljesítmények elismerésére kitüntetéseket, díjakat, jutalmakat alapít, tűz ki és adományoz, illetve a kormányzatnak ilyenek létesítésére és adományozására javaslatot tesz. A díjadományozási szabályzatot az Elnökség hagyja jóvá.

## Tagsága
A Társaságnak egyéni, jogi, és tiszteletbeli tagjai lehetnek, tagsága a 2015-ben mintegy 100 egyéni és 80 jogi tagból áll, ezek között a magyar urbanisztika legkiválóbb elméleti és gyakorlati szakemberei, valamint mintegy 60 önkormányzat is megtalálható.
Egyéni tag lehet az a nagykorú magyar vagy tartós magyarországi tartózkodási engedéllyel rendelkező külföldi állampolgár, aki
- az urbanisztika valamelyik területével hivatásszerűen foglalkozik; aki korábbi munkájában az urbanisztika valamely területén jelentős tapasztalatokat szerzett; vagy
- az urbanisztika bármelyik szakterületén felsőfokú végzettséget nyújtó oktatási intézményben felsőfokú végzettséget már megszerzett pályakezdő szakember is, ha tanulmányai során ez irányban figyelemre méltó eredményt mutatott fel, ha a Társaság Alapszabályát és programját elfogadja, s kéri felvételét a Társaságba.

A társaság jogi tagja lehet az az önkormányzat, társadalmi szervezet, illetve közhasznú társaság amelyik saját munkájában fontosnak tartja a Társaság által képviselt szakmai törekvéseket és szakszerűséget, és ezért munkájában igényli a Társaságnak a tagjai részére nyújtott szolgáltatásokat; elfogadja a Társaság Alapszabályát és meghirdetett programját, s kéri felvételét.
A Társaság tiszteletbeli tagja lehet az urbanisztika területén vagy érdekében mutatott kiemelkedő teljesítménye, a kölcsönös szakmai kapcsolatok ügyének előmozdítására terén kifejtett tevékenysége alapján az a magyar és külföldi állampolgár, aki ezt az Elnökség felajánlása alapján elfogadja.
A Társaság támogató (pártoló) tagja az a gazdasági szervezet, amely tartós kötelezettség vállalással vagy eseti szerződéssel anyagilag támogatja a Társaság tevékenységét.
A tagsági jogviszony azáltal keletkezik, hogy a jelentkező belépési szándékát az Elnökség elfogadja, ill. a területi állásfoglalás alapján  és a tagot nyilvántartásba veszi. Erről vagy az esetleges elutasításról a jelentkezőt értesíteni kell. Az elutasítás ellen panasszal a Közgyűléshez lehet fordulni. A Közgyűlés döntése végleges.
A tagfelvételi kérelemhez mellékelni kell egy szakmai életrajzot, továbbá – ha a jelentkező lakó- vagy munkahelyén működik ilyen – a területi csoportnak és/vagy vezetőjének állásfoglalását, ennek hiányában két MUT tag ajánlását.

## Működési modellje
A Társaság célkitűzései megvalósításának gyakorlati feladatait területi és szakmai alapon szervezett csoportokban végzi, amelyek az érdeklődés függvényében a tagság közvetlen kezdeményezésére jönnek létre, illetőleg közreműködésével működnek.
A területi csoportok elsősorban az érdeklődő tagság földrajzi megoszlása (lakóhely, munkahely, cég, szervezet székhelye) alapján az adott térség sajátosságainak figyelembe vételével törekszenek a társasági célkitűzések helyi érvényre juttatására.
A szakmai csoportok alapvetően egy-egy szakmai témát vagy átfogóbb kört igyekszenek az urbanisztika sajátos nézőpontjából feldolgozni, ill. képviselni.
A létrejött szervezetek működési rendjüket – Az alapszabállyal összhangban – maguk állapítják meg. Szabályzatukban mindenképpen rendezni kell a szervezet tisztségviselőinek megnevezését, hatáskörét, megválasztásuk rendjét és a megbízatás időtartamát.
A Társaság szakmai tevékenységének elősegítése érdekében 2000-ben alapította meg nonprofit gazdasági társaságát, a Magyar Urbanisztikai Tudásközpont Nonprofit Kft-t, amely a tagság tudásának széles körben való érvényesítése érdekében konkrét szakmai megbízásokat teljesít, egyúttal ellátja a Társaság titkársági feladatait, szervezi a MUT különféle programjait, és gondoskodik a belső és külső kommunikációról.

## Rendezvényei
A MUT évente Országos Urbanisztikai Konferenciát, emellett számos kisebb-nagyobb rendezvényt rendez saját tagsága és az érdeklődő civilek számára, önállóan, vagy más szervezetekkel együttműködve.

## Díjak, elismerések

### Hild János-díj
A Társaság 1968 óta évente adományozza a Hild János-díjat, a páros években önkormányzatok, a páratlanokban pedig urbanisták számára. A kiváló szakmafejlesztési, innovációs teljesítmények elismerését szolgálja a Magyar Urbanisztikáért Díj, a társaságért végzett közösségi munkáét pedig a társaság egykori, legendás főtitkáráról elnevezett Barna Gábor-emlékérem.

### Köztérmegújítási Nívódíj
A MUT a műemlékvédelmi szakembereket tömörítő ICOMOS Magyarországi Bizottság Egyesülettel együtt adja a Köztér-megújítási Nívódíjat, az európai urbanisták nemzetközi szervezetének, az ECTP-CEU magyarországi szervezeteként pedig meghirdeti és előminősíti az Európai Várostervezési Díj pályázatát.
A pályakezdők munkáira, kiemelkedő teljesítményeire hívja fel a figyelmet minden évben az Urbanisztikai Diplomadíj-pályázat.

## Elnökség

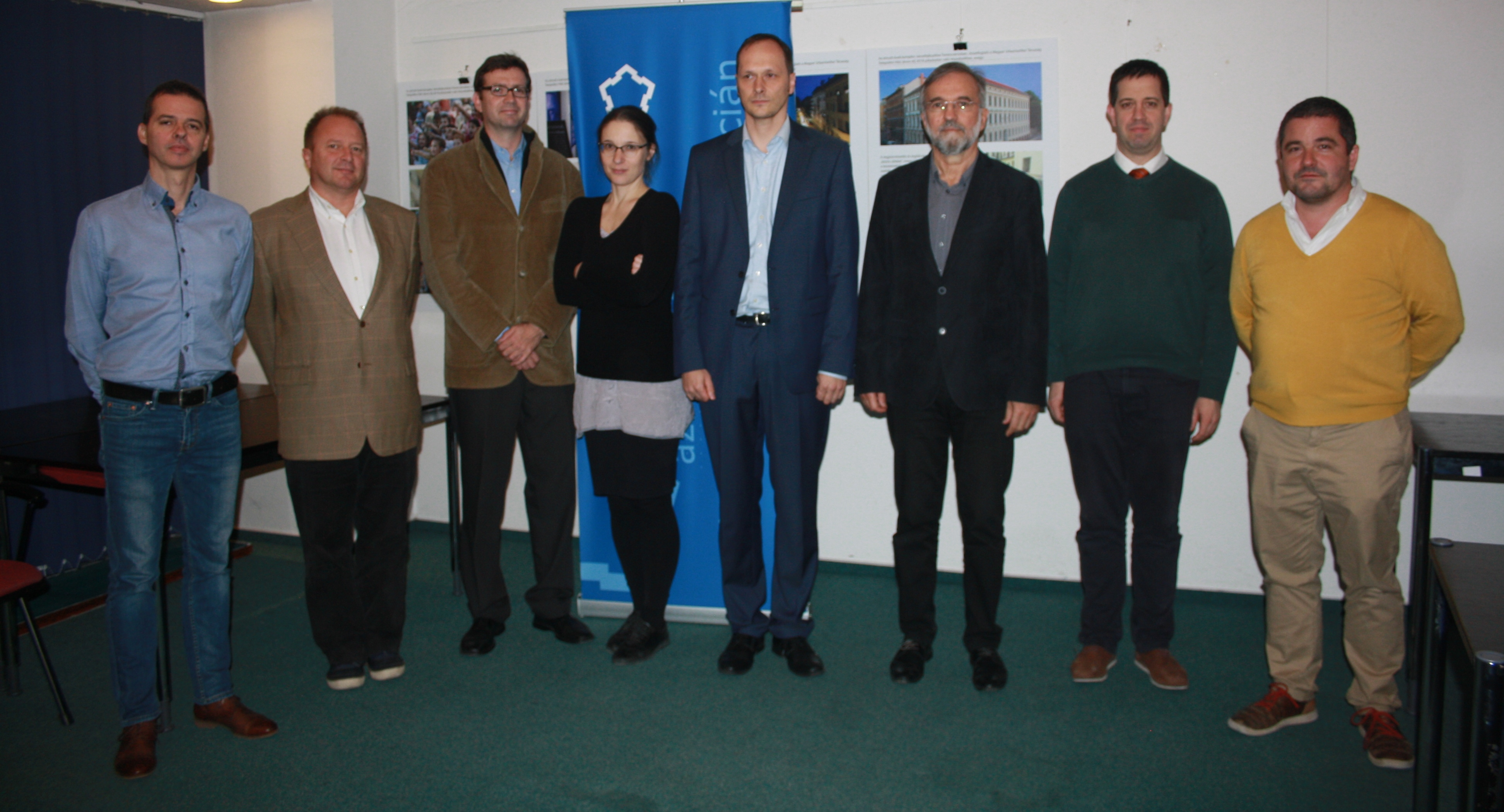
A MUT elnöksége 2018-tól 2021-ig

A társaság irányításáért felelős ügyvezető szerv az elnökség. Intézi a szervezet napi ügyeit, előkészíti a költségvetést, munkabizottságokat hozhat létre és kezeli az egyesületi vagyont. Hároméves ciklusokra választják meg és a testület legalább negyedévente ülésezik.

### Az elnökség jelenlegi összetétele (2021-2024)
- Elnök: 
  - Dr. Salamin Géza
- Alelnökök:
  - Dr. Csaba Ders
  - Dr. habil Kocsis János Balázs
- Elnökségi tagok:
  - Balás Gábor
  - Bérczi Szabolcs
  - Bodor Ádám
  - Dorogi Zoltán
  - Dr. Kőszeghy Lea
  - Dr. Szaló Péter

- Póttag:
  - Albrecht Ute

### A MUT elnökeinek listája
| Név             | Időszak   |
| --------------- | --------- |
| Sarlós István   | 1966–1978 |
| Bondor József   | 1978–1985 |
| Dr. Szabó János | 1985–1989 |
| Paksy Gábor     | 1989–1997 |
| Aczél Gábor     | 1997–2012 |
| Körmendy Imre   | 2012–2018 |
| Salamin Géza    | 2018–     |